# Pseudoclanis somaliae
Pseudoclanis somaliae là một loài bướm đêm thuộc họ Sphingidae. Nó được tìm thấy ở Somalia.